# Дако-романи
Дако-романи су били романизовани становници римске провинције Дакије (лат. Dacia). Након освајања те области за време владавине цара Трајана (98—117), отпочео је процес постепене романизације покорених Дачана. Тај процес је био додано подстакнут оснивањем римских колонија у већим градовима Дакије. Један од основних облика романизације Дачана огледао се у постепеној латинизацији (прихватање латинског језика).
У време напуштања Дакије, за време владавине цара Аурелијана (270—275), извршена је сеоба знатног дела колонизованог римског и романизованог дачког становништва, које је пресељено у суседне области, јужно од Дунава, где је створена нова провинција, која је добила име Нова Дакија (лат. Dacia Nova), односно Дакија Аурелијана (лат. Dacia Aureliana).
Антички Дако-романи сматрају се за претке данашњих Румуна, Молдаваца и Влаха у Србији, који се заједно означавају и као дако-романски народи. Поменути народи говоре савременим романским језицима (румунски, молдавски и влашки), који чине дако-романску подгрупу источнороманских језика.